# Doltcini-Flanders/Saison 2013
Dieser Artikel listet Erfolge und Fahrer des Radsportteams Doltcini-Flanders in der Saison 2013 auf.

## Abgänge – Zugänge
| Zugänge                           | Team 2012                         | Abgänge                             | Team 2013                            |
| --------------------------------- | --------------------------------- | ----------------------------------- | ------------------------------------ |
| Kevin Verwaest                    | Bofrost-Steria                    | Abdenour Yahmi                      | Groupement Sportif Pétrolier Algérie |
| Gorik Gardeyn                     | Champion System                   | Khaled Abdenbi                      | Olympique Team Algérie Tour AGLO37   |
| Rick van Caldenborgh              | Colba-Superano Ham                | Nabil Baz                           | Vélo Club SOVAC                      |
| Kevin Suárez                      | Colba-Superano Ham                | Mouadh Bettira                      | Vélo Club SOVAC                      |
| Mathias Van Holderbeke            | Colba-Superano Ham                | Jérémy Burton                       | Vérandas Willems                     |
| Gert-Jan Van Immerseel            | Raiko Stölting                    | Bert Scheirlinckx                   | Karriereende                         |
| Andris Smirnovs                   | Rietumu-Delfin                    | Rikke Dijkxhoorn                    | Unbekannt                            |
| Daniel Domínguez                  | Team NSP-Ghost                    | Abderahmane Nichani                 | Unbekannt                            |
| Darijus Džervus                   | An Post-Sean Kelly (2011)         | Walid Serrai                        | Unbekannt                            |
| Chris Jory                        | Panasonic (2008)                  | James Spragg                        | Unbekannt                            |
| Nick Mertens                      | Pictoflex-Thompson-Hyundai (2007) | Abdelaziz Yahmi                     | Unbekannt                            |
| Kenzie Boutté                     | Neoprofi                          | Steve Schets (bis 31. Mai)          | Unbekannt                            |
| Erwin De Kerf                     | Neoprofi                          | Mikaël Stilite (bis 31. Mai)        | Unbekannt                            |
| Steve Schets                      | Neoprofi                          | Andris Smirnovs (bis 15. Juni)      | Rietumu-Delfin                       |
| Elias Van Breussegem              | Neoprofi                          | Elias Van Breussegem (bis 31. Juli) | Unbekannt                            |
| Martynas Maniūšis (ab 15. August) | Neoprofi                          | Nick Mertens (bis 15. September)    | Unbekannt                            |
| Martial Gène (ab 1. September)    | Neoprofi                          |                                     |                                      |

## Mannschaft
| Name                                | Geburtstag         | Nationalität           |              |
| ----------------------------------- | ------------------ | ---------------------- | ------------ |
| Kenzie Boutté                       | 24. September 1992 | Belgien                |              |
| Rick van Caldenborgh                | 5. August 1993     | Niederlande            |              |
| Henryk Cardoen                      | 29. August 1987    | Belgien                |              |
| Erwin De Kerf                       | 21. Juni 1979      | Belgien                |              |
| Daniel Domínguez                    | 16. Juni 1985      | Spanien                |              |
| Darijus Džervus                     | 20. Juli 1990      | Litauen                |              |
| Gorik Gardeyn                       | 17. März 1980      | Belgien                |              |
| Martial Gène                        | 30. Juni 1984      | Frankreich             |              |
| Chris Jory                          | 12. März 1987      | Australien             |              |
| Martynas Maniūšis                   | 16. August 1989    | Litauen                |              |
| Nick Mertens (bis 15. September)    | 6. Januar 1987     | Belgien                |              |
| Michael Nicholson                   | 10. August 1985    | Vereinigtes Königreich |              |
| Steve Schets (bis 31. Mai)          | 20. April 1984     | Belgien                |              |
| Andris Smirnovs (bis 15. Juni)      | 6. Februar 1990    | Lettland               |              |
| Mikaël Stilite (bis 31. Mai)        | 20. März 1992      | Belgien                |              |
| Kevin Suárez                        | 17. Oktober 1989   | Belgien                |              |
| Jake Tanner                         | 6. November 1991   | Vereinigtes Königreich |              |
| Elias Van Breussegem (bis 31. Juli) | 10. April 1992     | Belgien                |              |
| Mathias Van Holderbeke              | 18. Dezember 1992  | Belgien                |              |
| Gert-Jan Van Immerseel              | 10. Oktober 1990   | Belgien                |              |
| Thomas Vernaeckt                    | 7. November 1988   | Belgien                |              |
| Kevin Verwaest                      | 6. Januar 1989     | Belgien                |              |
| Stagiaires                          | Stagiaires         | Nationalität           | Nationalität |
| Fraser Gough                        | Fraser Gough       | Neuseeland             |              |
| Bram Nolten                         | Bram Nolten        | Niederlande            |              |